# Internationalistisches Theater

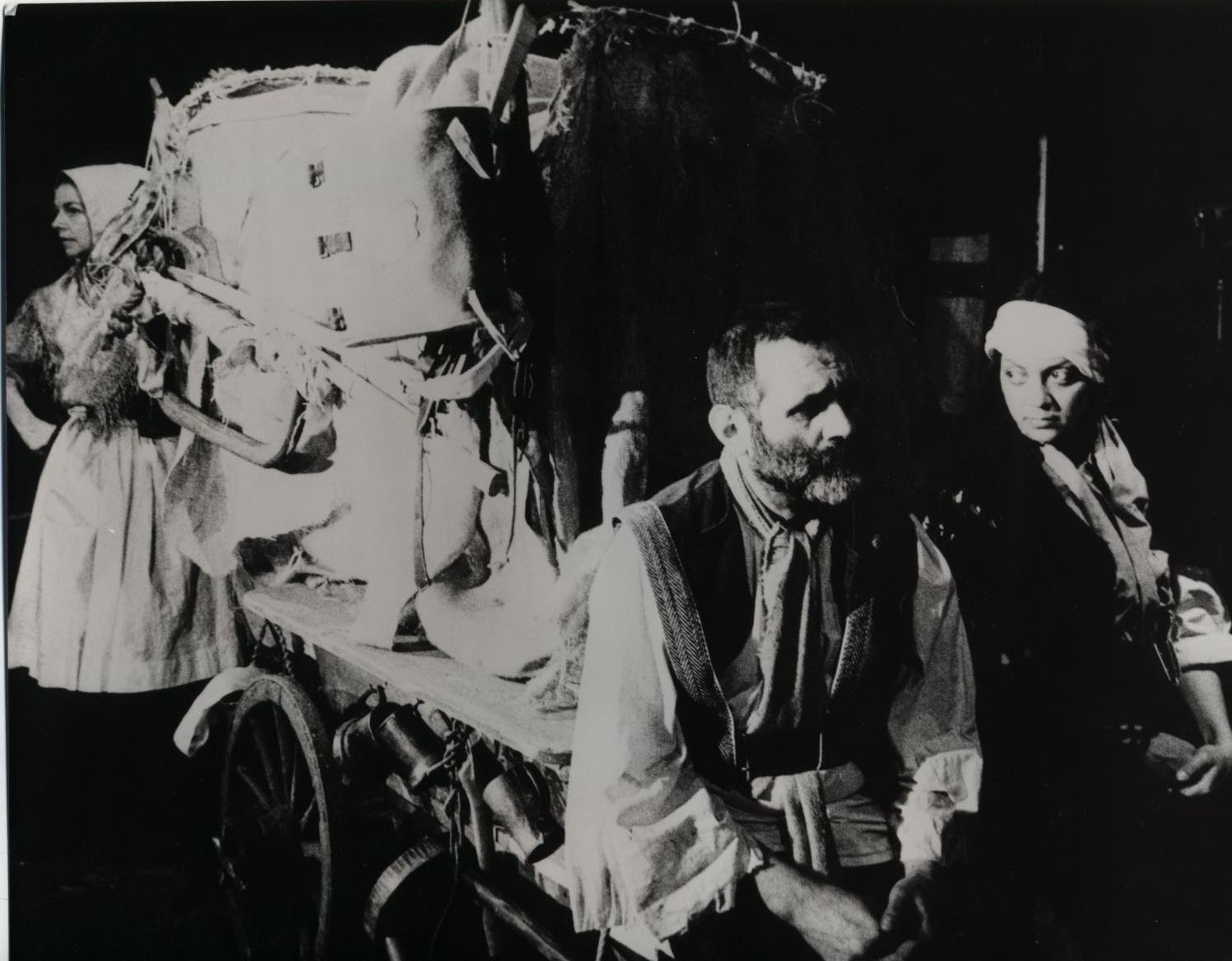
Renu Setna als Pastor, Josephine Welcome als Kattrin und Margaret Robertson als Mutter Courage in Mutter Courage und ihre Kinder, Bertolt Brecht

Das Internationalistische Theater ist eine Londoner Theatergruppe, die im April 1981 von der in Südafrika geborenen griechischen Schauspielerin Angelique Rockas gegründet wurde, um klassische Dramen und zeitgenössische Stücke mit multi-ethnischen und multinationalen Besetzungen aufzuführen.
Die Theaterzeitschrift The Stage kündigte im April 1981 die Produktion von Jean Genets Der Balkon mit Künstlern unterschiedlicher kultureller Hintergründe an, etwa mit der aus Sierra Leone stammenden Schauspielerin Ellen Thomas in der Rolle der Madame Irma. Theaterkritiker Peter Hepple von The Stage nannte die Inszenierung des Internationalistischen Theaters von Brechts Mutter Courage und ihre Kinder mit dem britisch-pakistanischen Schauspieler Renu Setna als Kaplan, dem Franzosen Yves Aubert und dem italienisch-englischen Schauspieler Joseph Long im Jahr 1982 „ein bedeutendes Stück episches Theater mit … multinationaler Besetzung“.

## Aufführungen
- Le Balcon (Der Balkon) von Jean Genet, übersetzt von Bernard Frechtman: „Et s`ils sont aussi vivants et revelateurs les jeunes talents que on ne peut que s`en rejouir […] Ellen Thomas est pleine d`autorite dans le role de Madame Irma.“[8][9] "Wir sind alle Voyeure, die an den Spielen von Genet teilnehmen, und die Theaterumgebung, die geschaffen wurde, ist von einer geringes Leben Qualität, die der jüngsten Londoner Produktion der RSC (Royal Shakespeare Company) entgangen ist."[10][11][12][13]
- El Campo von Griselda Gambaro, übersetzt von William Oliver: „en definitive el grito primordial de Gambaro“[14][15][16][17][18]
- Mutter Courage und ihre Kinder von Bertolt Brecht, übersetzt von Eric Bentley: "Drei Stunden im Keller des alten Charing Cross Hospitals klingt nach edler Ausdauer. Aber Mother Courage By international wird seine Theaterproduktion im Theaterraum ernst genommen"[19] "Die Besetzung von 'Mother Courage' setzt sich aus erfahrenen Schauspielern aus der ganzen Welt zusammen. Vielleicht trägt ihre Weltoffenheit dazu bei, diesem bekannten, großartigen Stück neue Texturen zu verleihen."[20][21][22][23][24]
- Liola von Luigi Pirandello, übersetzt von Fabio Perselli: „Es begann mit einer Fülle von Frauenklatsch … einige davon sind nicht leicht mit den verschiedenen Akzenten des New Internationalist Theatre zu verfolgen. Aber es hat wunderbar aufgenommen.“[25] „Il successo e stato particolarmente vivo e le recensioni della stampa molto positivo“,[26][27][28][29][30]
- In the Bar of a Tokyo Hotel (In einer Hotelbar in Tokio) von Tennessee Williams: "Der Regisseur Alkis Kritikos hat die Natur dieser vier Charaktere eingehend untersucht, und die Entwürfe von Stewart Laing vermitteln genau das richtige Gefühl für ein teures, unpersönliches Hotel."[31][32][33]
- Fräulein Julie von August Strindberg, übersetzt von Michael Meyer: "Det blir […] en forestallning som ibland lyckas overflytta den Strindbergska till Hampstead . Specialkomponerad musik bidrar till atmosfaren[34][35] "Ich habe keine bessere Inszenierung von Strindbergs "Miss Julie" gesehen als die Inszenierung von Internationalistisches Theater[36][37][38][39][40]

- Feinde von Maxim Gorki mit Ann Pennington: "Dies ist ein großartiges revolutionäres Stück eines großartigen revolutionären Schriftstellers, das mit Eleganz und Stil, großer Leidenschaft und Engagement" aufgeführt wird.".[41][42][43][44][45]